# الموسوعة السوفيتية الأذربيجانية
الموسوعة السوفيتية الأذربيجانية (باللغة الأذرية:Azərbaycan Sovet Ensiklopediyası، بالسيريلية:Азәрбајҹан Совет Енсиклопедијасы، [ɑzærbɑjˈd͡ʒɑn sɐˈvʲɛt ɛnt͡sɪklɐˈpʲɛdijasə] أو [ɑzærbɑjˈd͡ʒɑn soˈvet ensikloˈpedijɑsɯ] ) هي موسوعة عالمية من عشرة مجلدات نُشرت في باكو، أذربيجان من عام 1976 إلى عام 1987 من قبل أكاديمية العلوم في جمهورية أذربيجان الاشتراكية السوفياتية. رئيسا التحرير هما رسول الرزا وجميل كولييف. كان من المقرر نشر مجلد خاص مخصص لأذربيجان بعد المجلدات العشرة الرئيسية ولكنها لم تصدر بسبب المشاكل السياسية المتزايدة والوضع الاقتصادي الصعب. تمت رقمنة المجموعة الكاملة وأرشفتها في أرشيف الإنترنت اعتبارًا من عام 2021.

## قائمة المجلدات حسب تاريخ النشر
1. المجلد الأول، 1976
2. المجلد الثاني، 1978
3. المجلد الثالث، 1979
4. المجلد الرابع، 1980
5. المجلد الخامس، 1981
6. المجلد السادس، 1982
7. المجلد السابع، 1983
8. المجلد الثامن، 1984
9. المجلد التاسع، 1986
10. المجلد العاشر، 1987